# YBCジパングあさ6
『YBCジパングあさ6』（ワイビーシー ジパングあさろく）は、山形放送（YBCテレビ）で放送されていた朝の報道・情報番組。全編女性アナウンサーたちが担当していた。
なお、前身番組であった『朝6時!YBCニュース』（あさろくじ ワイビーシーニュース）についても本項目で一括して述べる。こちらも女性アナウンサーメインだった。

## 放送期間・放送時間
朝6時!YBCニュース
1987年9月28日 - 1993年3月31日 月曜 - 金曜 6:00 - 7:00 （この番組のみ山形県内ローカルニュースとキー局2系列のネットワークニュース）
YBCジパングあさ6
1993年4月1日 - 2001年9月28日 月曜 - 金曜 5:59 - 7:00 （ここから『ジパングあさ6』の山形ローカルパート&（一部）ネット差し替え版）

## 朝6時!YBCニュース
この番組は、7:00から放送されていたテレビ朝日系列の全国ニュース番組『ANNニュースセブン』が、『ANNニュースフレッシュ』へ改題して6:30スタートになり、『ニュースセブン』の後7:15から放送されていた『おはようYBC・けさの主張』（『YBC社説放送』の前身）が時間繰り上げで6:15になり（いわゆる本番組に内包）、さらには7:30からの飛び乗りスタートだった日本テレビ系列の情報番組『ズームイン!!朝!』がそれら2番組の穴を埋める形で7:00からにフルネット整理されて始まった。山形県内のローカル局でも極めて稀な朝6:00 - 7:00という1時間枠で1987年9月28日スタート。
※番組初期の基本的なタイムテーブル。
- 6:00 オープニング・番組タイトル・挨拶・天カメリレー・気象情報①
- 6:01 県内ニュース
- 6:15 YBC社説放送・けさの主張
- 6:26 気象情報②・けさの山形新聞朝刊から・朝のエレクトーン
- 6:30 提供クレジット・ANNニュースフレッシュ（全国の天気を含めてネット、オープニング無しで挨拶から開始）
- 6:38 気象情報③・山形芸術学園 各教室のお知らせ
- 6:45 スポンサー入れ替えの提供クレジット・NNN朝のニュース（オープニングと全国の天気はカットしてネット）
- 6:55 けさの主な予定・エンディング・提供クレジット・エンドタイトル

※『ジパングあさ6』開始後の基本的なタイムテーブル。
- 5:59 オープニング・番組タイトル・挨拶
- 6:00 ジパング「けさのヘッドライン」（ジパングのオープニングは独自に差し替え）
- 6:06 県内ニュース・天カメリレー・気象情報①・YBC社説放送・けさの主張
- 6:16 NNNニュースジパング
- 6:28 気象情報②・朝のエレクトーン
- 6:30 提供クレジット・ANNニュースフレッシュ（全国の天気を含めてネット、オープニング無しで挨拶から開始）
- 6:38 気象情報③・山形芸術学園 各教室のお知らせ
- 6:44 スポンサー入れ替えの提供クレジット・ジパング「YBCスポーツ」（「スポーツジパング」のコーナー差し替え）
- 6:50 ジパング「ヘッドラインフラッシュ」
- 6:55 けさの主な予定・エンディング・提供クレジット・エンドタイトル

## YBCジパングあさ6
1993年4月1日、テレビ朝日系列の番組が山形テレビ（YTS）のネットチェンジで同局に移行し、日本テレビ系列フルネット局となりスタート。本来のタイトルは、『YBCニュース・ジパングあさ6』であるが、1998年のリニューアル時に担当局アナウンサーが「それでは、YBCジパングあさ6まもなくスタートです」とコールしていたこと（そのため、それまで独自だったオープニングを1998年のリニューアルに合わせ、6:00の時報と共に日本テレビ発『ジパングあさ6』のオープニングと共有化した）と、日本テレビ発の『ジパングあさ6』を7割近く垂れ流し、「ニュース」と呼べるにはあまり程遠かったこと、それに報道より情報がメインであったため、この項目では以上の3つに従って掲載する。基本的に日本テレビの『ジパングあさ6』のフルネット体制を一部ローカル編成にして放送していた。
※番組初期タイムテーブル。
- 5:59 天カメリレー・挨拶・タイトルコール・番組タイトル
- 6:00 NTV発ジパング/けさのヘッドライン・朝刊解説
- 6:08 県内ニュース・けさの山形新聞朝刊から・気象情報①
- 6:16 提供クレジット・NNNニュースジパング・スポンサー入れ替えの提供クレジット・NTV発ジパング/ここがポイント・スポーツジパング
- 6:40 気象情報②・NTV発ジパング/日替わりコーナー（勘定奉行/アングル/ニュースバザール）・ヘッドラインフラッシュ・きょうの予定
- 6:48 山形芸術学園 各教室のお知らせ
- 6:53 気象情報③・YBCパートクロージング
- 6:56 NTV発ジパング/きょうの占い・エンディング・提供クレジット・エンドタイトル

しかし、日本テレビの朝編成改革に伴い、『ズームイン!!SUPER』を編成するため『YBCジパングあさ6』は2001年9月28日をもって終了。現在は、『ZIP!』の6:28 - 6:30のローカル枠で山形県内のニュースと山形新聞朝刊記事紹介コーナー（休刊日は休止）を放送しているが、5:57.55 - 5:59.55・6:58 - 7:00のローカル枠は天気予報に差し替えて編成している。

## 関連番組
- ジパングあさ6（日本テレビ）
- あさチャン!!（静岡第一テレビ。番組開始時刻を5:59とした際に、本番組での方式を採用）
- YBC社説放送
- YBCきょうのニュース→YBCニュースプラス1

| 山形放送 平日朝のローカルニュースワイド     | 山形放送 平日朝のローカルニュースワイド | 山形放送 平日朝のローカルニュースワイド |
| 前番組                                      | 番組名                                  | 次番組                                  |
| ------------------------------------------- | --------------------------------------- | --------------------------------------- |
| おはようYBC・けさの主張                     | 朝6時!YBCニュース ↓ YBCジパングあさ6    | ズームイン!!SUPER第1部 ローカルパート   |
| 山形放送 週末（土・日）朝のローカルニュース |                                         |                                         |
| 無し                                        | YBC朝のニュース                         | 枠消滅                                  |

| スタブアイコン | サブスタブ | この項目は、まだ閲覧者の調べものの参照としては役立たない、テレビ番組に関連した書きかけの項目です。この項目を加筆・訂正などしてくださる協力者を求めています（P:テレビ/PJ:放送または配信の番組）。 |